# Abadía de Santa María de Viaceli
La abadía de Santa María de Viaceli es un monasterio de la Orden de la Trapa ubicado en la localidad de Cóbreces, municipio de Alfoz de Lloredo, Cantabria (España), divisando el mar Cantábrico y a escasos 500 metros del mismo. 
Originalmente cisterciense, el monasterio se encuentra habitado en la actualidad por una comunidad de la Orden Cisterciense de la Estricta Observancia (monjes trapenses).

## Historia
Fue fundado por monjes cistercienses procedentes de la abadía de Santa María del Desierto (Francia) gracias a la donación del patrimonio familiar de Antonio y Manuel Bernaldo de Quirós. Le corresponde el privilegio de ser el primer edificio en hormigón armado de España. El conjunto monacal fue construido entre 1906 y 1910 en un desornamentado estilo neogótico, adaptado a la austeridad cisterciense.
El 16 de octubre de 1926 es erigido en abadía. 
Algunos de sus monjes fueron asesinados durante la persecución religiosa llevada a cabo durante la Segunda República Española.
En la abadía se fabrica uno de los quesos más afamados de Cantabria y en ella se encuentra la dirección de la revista Cistercium.
Existe un libro conmemorativo del centenario del citado monasterio. Se puede pedir a la página oficial de la revista.
En 2013 fue declarada, junto a la iglesia parroquial de San Pedro Ad Vincula sita en la misma localidad, Bien de Interés Local de Cantabria.